# Aïcha (chanson)
Pour les articles homonymes, voir Aïcha (homonymie).
Singles de Khaled
Bakhta
(1995) Le jour viendra
(1997)
Aïcha est une chanson franco-algérienne écrite par Jean-Jacques Goldman pour le chanteur de raï algérien Khaled, et sortie en 1996.
Aïcha (عائشة) est un prénom féminin arabe.

## Historique
En 1996, Khaled rencontre Jean-Jacques Goldman sur le plateau d'Envoyé spécial où il lui demande de lui écrire une chanson. « De quoi avez-vous envie de parler ? » lui demande alors Goldman. « D'amour » répond Khaled.
Le single original en français n'est jamais sorti en album, mais l'album Sahra de Khaled, paru en août 1996, contient une version bilingue français/arabe de la chanson. Les paroles en arabe de la version bilingue ont été ajoutées par Khaled.
La chanson devient un tube,. Elle se voit aussi décerner le titre de meilleure chanson de l'année aux Victoires de la Musique 1997 ,. Khaled et Jean-Jacques Goldman l'interprètent ensemble sur la scène durant la cérémonie.
Khaled interprétera Aïcha dans l'émission d'Arthur La Fureur sur TF1 en 1997.
La chanson sortira en 1996 en version single, le CD contenant deux titres :
1-Aïcha (français)
2-Aïcha (version mixte arabe/français)

## Autres versions
Cette section ne s'appuie pas, ou pas assez, sur des sources secondaires ou tertiaires indépendantes du sujet.

Pour l'améliorer, ajoutez-en, ou placez des modèles {{Source secondaire souhaitée}} ou {{Source secondaire nécessaire}} sur les passages mal sourcés. (mai 2022)
La chanson originale a depuis lors été reprise par plusieurs chanteurs et groupes :
- La version algérienne a été réalisée par Khaled avec le chanteur de raï Faudel lors du concert de 1998 Un, deux, trois soleils à Paris[8]
- Une version zouk a été faite par Kassav'[2]
- Une version salsa a été faite par Africando[2],[9]
- Des versions a cappella par Penn Masala, Stanford Raagapella et Aquabella
- Une version nasheed (islamique) par Omar Esa
- Le chanteur saoudien Alaa Wardi a repris la chanson en version a cappella en 2013[10]

Elle a été adaptée en plusieurs autres langues :
- En anglais, par Lobo Ismail ; il a modifié les paroles et a ajouté une séquence de rap composée uniquement de langue arabe[11]
- Une autre version anglaise en 2003 par le groupe Outlandish (les paroles étant totalement différentes de la version originale)
- Une version rock en anglais par Aqmal (chant) et Sofyan (musique) avec des nouvelles paroles[12]
- La version en hébreu עיישה est interprétée par le chanteur israélien en:Haim Moshe [13]
- Une version polonaise par Magma[14]
- Une version malaise, version avec des morceaux de l'arabe par Yasin[15].
- Une version coréenne par Tony Ahn, intitulée Aisha[16]
- Une version en urdu par Amanat Ali (en), intitulée Jess, a été présentée par le programme de musique pakistanaise Coke Studio

Elle a également été reprise à des fins publicitaires :
- Une version publicitaire a été réalisée pour la marque agroalimentaire Aïcha et diffusée à la télévision marocaine en 1997, avec Khaled interprétant la chanson[17].

## Certification
| Région                                                                                                 | Certification | Ventes/Streams |
| --- | ------------- | -------------- |
| France (SNEP)                                                                                          | Diamant       | 750 000*       |
| *Ventes selon la certification ^Mise en rayon selon la certification xNon précisé par la certification |               |                |